# Dragovo (Rekovac)
Dragovo (Servisch cyrillisch Драгово) is een plaats in de Servische gemeente Rekovac. De plaats telt 1125 inwoners (2002).